# Roger W. Brockett
Roger Ware Brockett, né le 22 octobre 1938 à Séville, Ohio et mort le 19 mars 2023 à New Haven, est un spécialiste américain de la théorie du contrôle ; il est professeur « An Wang » d'informatique et de génie électrique à l'université Harvard, où il a fondé le Harvard Robotics Laboratory en 1983, 

## Biographie
Brockett obtient son BSc à l'Université Case Western Reserve en 1960 , puis sa maîtrise en 1962 et son doctorat, sous la supervision de  Mihajlo D. Mesarovic (en) en 1964, à l'Université Case Western Reserve également (titre de sa thèse : The Inversibility of Dynamic Systems with Application to Control).
Brockett enseigne au Massachusetts Institute of Technology de 1963 à 1969, puis il rejoint l'Université Harvard. À Harvard, Brockett devient professeur Gordon McKay de mathématiques appliquées et, en 1989, le professeur An Wang d'informatique et de génie électrique.
Brockett est connu pour ses travaux sur la Théorie du contrôle et les systèmes différentiels linéaires ; en 1970, il publie le manuel Finite Dimensional Linear Systems. Brockett a dirigé les thèses de plus de 50 étudiants, dont Daniel Liberzon, Jan Willems, David Dobkin, John Baras, P. S. Krishnaprasad et John Baillieul.

## Prix et distinctions
- 1974 — Fellow de l'Institute of Electrical and Electronics Engineers (IEEE) depuis 1974 [6]
- 1991 — Membre de l'Académie nationale d'ingénierie des États-Unis[7], nommé « pour ses contributions exceptionnelles à la théorie et à la pratique des systèmes de contrôle linéaires et non linéaires ».
- 1989 —  Lauréat du Richard E. Bellman Control Heritage Award de l'American Automatic Control Council [8].
- 1991 —  Prix IEEE Control Systems Science and Engineering[2],[9],[10].
- 1996 —  WT and Idalia Reid Prize in Mathematics de la Society for Industrial and Applied Mathematics[11].
- 2005 — Médaille Rufus Oldenburger de l'American Society of Mechanical Engineers[12].
- 2009 — IEEE Leon K. Kirchmayer Graduate Teaching Award[13].
- 2012 — Élu membre de l'American Mathematical Society[14].